# Argentino Luna
Rodolfo Giménez (General Madariaga, Provincia de Buenos Aires, Argentina, 21 de junio de 1941-Buenos Aires, Argentina, 19 de marzo de 2011), más conocido por su nombre artístico Argentino Luna, fue un cantautor argentino, representante de la música folclórica argentina. Lo apodaban "El Negro" y "El Gaucho de Madariaga".

## Biografía
Hijo de campesinos peones de campo, Esperanza Castañares y Juan Lino Giménez. Padrino de Nazareno Hipólito Castañares.
Su niñez y adolescencia transcurrieron en General Madariaga y la costa atlántica, en la ciudad de Villa Gesell donde en 1947 trabajó como peón en un arenero (en 1947 Villa Gesell estaba prácticamente siendo fundada). 
Nunca estudió música, su talento fue espontáneo y de autodidacta. La clave de la milonga la aprendió de sus coterráneos criollos: grabó más de 300 canciones: cifras, huellas, milongas, triunfos, zambas etc. Siendo en muchos casos su estilo muy semejante al de un payador.

Llegó a la ciudad de Buenos Aires en los años 60 y participó por primera vez en la TV en 1968, su primer gran éxito fue "Zamba para decir adiós". 
Fijó para entonces domicilio en la ciudad granbonaerense de Quilmes. En Río Grande del Sur grabó la "Milonga de tres banderas" con Jayme Caetano Braun.
En su carrera recorrió su país y también Japón, Costa Rica, Panamá, Uruguay, Estados Unidos, Brasil y Paraguay, entre otros.
Contrajo matrimonio con Ana María Kaúl, con quien compartió varios años de su vida y tuvo cuatro hijas. En la etapa final de su vida, estuvo acompañado por María Silvina Marzano, oriunda de Salto, provincia de Buenos Aires. De esta unión nació su hija menor, Karen Marzano Giménez.
Estando en Caleta Olivia el 6 de febrero de 2011 sufrió una obstrucción intestinal siendo momentáneamente estabilizado en el hospital de esa ciudad patagónica santacruceña, el 8 de febrero de 2011 fue trasladado a la ciudad de Buenos Aires e internado en la Fundación Favaloro. Pese a ser operado el 23 de febrero no se pudo recuperar, falleciendo el 19 de marzo del mismo año.

"Me voy a morir tocando una milonga, o con un poema de Yamandú Rodríguez que aprendí cuando corría a atar el caballo con mi padre, en Madariaga..."

### Reconocimiento
Recibió premios como la Palma de Plata, el Limón de Oro, el Gardel de Oro, el Charrúa de Oro, y fue nombrado ciudadano ilustre en su pueblo natal, donde también el escenario de la Fiesta del Gaucho, lleva el nombre del artista. Su canción «Mire que lindo es mi país, paisano» fue hit internacional en los años 1970 en Puerto Rico y Nueva York  interpretada por Tony Croatto  considerado un embajador de la música tradicional de Puerto Rico.

## Canciones más reconocidas
- Argentino y bien parido
- A los argentinos
- Ando por la huella
- Aprendí en los rancheríos
- Capitán de la espiga
- Gallitos del aire
- Cuando callas por amor
- Descorazonado
- El malevo por Osiris Rodríguez Castillo
- Me olvidé de tu nombre
- Un par de botas
- Mire que lindo es mi país, paisano
- Nos han robado país
- Pal' Tuyú
- Pero ellos, estaban antes
- Uno nunca entiende
- Zamba para decir adiós
- Pimpollo
- Me preguntan como ando
- Los hijos de mis hijas
- Que bien le ha ido
- Voy a seguir por vos
- Ay... Patria mía
- Villa Gesell del recuerdo

## Discografía
- 1968: "Con guitarra prestada canta... Argentino Luna" - EMI ODEON
- 1969: "Payador patrón del canto" - Junto a Alberto Merlo y Víctor Velázquez - LONDON
- 1969: "Perdón padre" - EMI ODEON
- 1970: "Apenas si soy cantor" - EMI ODEON
- 1970: "Cartas de muchos" - EMI ODEON
- 1971: "Algo que quería decirte" - EMI ODEON
- 1971: "Todo el amor que te di" - EMI ODEON
- 1971: "Canto Surero Vol.2" - Junto a Alberto Merlo y Víctor Velázquez -  EMI ODEON
- 1972: "Canto Surero Vol.3" - Junto a Alberto Merlo y Víctor Velázquez -  EMI ODEON
- 1972: "Me fui por una guitarra" - EMI ODEON
- 1972: "Quiero ser luz" - EMI ODEON
- 1972: "Vida, pasión y casi muerte del gaucho - Relato por milonga" - EMI ODEON
- 1972: "Un cantor en soledades" - EMI ODEON
- 1973: "Pero... el poncho no aparece" - EMI ODEON
- 1974: "Eterno amante del alba" - EMI ODEON
- 1975: "Soy de un pago, tristeza" - EMI ODEON
- 1976: "En tu homenaje mujer" - EMI ODEON
- 1977: "Tierra ceñida a mi costado" - EMI ODEON
- 1978: "Por si no pego la vuelta" - EMI ODEON
- 1979: "Cuando callas por amor" - EMI ODEON
- 1980: "Desde mi origen" - EMI ODEON
- 1981: "Memoria de un caminante" - EMI ODEON
- 1982: "Décimas para un valiente" - EMI ODEON
- 1983: "Canto a la Patagonia" - EMI ODEON
- 1985: "Éste es mi oficio" - EMI ODEON
- 1986: "Del Algarrobo al Ombú" - EMI ODEON
- 1987: "Milongas" - EMI ODEON
- 1984: "Linda yunta Pa´l arado - Junto a Omar Moreno Palacios - EMI ODEON
- 1989: "Cantorcito e' pago chico" - EMI ODEON
- 1990: "Por si se te olvida" - CONFLUENCIA
- 1993: "Argentino Luna" - MUSICA & MARKETING S.A.
- 1995: "Argentino y bien parido" - LEADER MUSIC
- 1996: "Ansias" - MUSICA & MARKETING S.A.
- 1996: "Recordando Valses" - LEADER MUSIC
- 1997: "Ay... Patria Mía" - MUSICA & MARKETING S.A.
- 1997: "Mirá lo que son las cosas" - EPSA MUSIC
- 1998: "Guitarreros" - Junto a Carlos Di Fulvio - MUSICA Y MARKETING S.A.
- 1999: "Voy a seguir por vos" - MIS
- 2003: "Me preguntan como ando" - DISTRIBUIDORA BELGRANO NORTE
- 2004: "Raíz de mi canto" - MUSICA & MARKETING S.A.
- 2005: "Con su permiso... Don Carlos" - GLIDE
- 2005: "El duende de las guitarras" - DISTRIBUIDORA BELGRANO NORTE
- 2006: "Razones" - DISTRIBUIDORA BELGRANO NORTE
- 2007: "Tajo a tajo" - AMERICAN RECORDING
- 2008: "El campo también es patria" - GLD DISTRIBUIDORA S.A.
- 2009: "La Raíz de mi Canto" (DVD) - AMERICAN ARGENTINA
- 2010: "La copla es canto del pueblo" - GLD DISTRIBUIDORA S.A.
- 2010: "Lo prometido es deuda" (CD + DVD) - GLD DISTRIBUIDORA S.A.

## Recopilados
- 1977: "Lo mejor de un Argentino que canta" - EMI ODEON
- 1984: "Grandes Éxitos" - EMI ODEON
- 1984: "20 Grandes Éxitos" - EMI ODEON
- 1999: "Serie Año 2000" - MUSICA & MARKETING S.A.
- 2000: "Incomparables - EMI ODEON
- 2001: "Este es mi oficio - Reliquias" - DISTRIBUIDORA BELGRANO NORTE
- 2001: "Colección Aniversario - EMI ODEON
- 2003: "Grandes Éxitos" - EMI ODEON
- 2007: "Dos Álbumes en un CD" - LIVING MUSIC
- 2010: "Los 20 Mejores" - GLD DISTRIBUIDORA S.A.
- 2012: "Serie de Oro" - EMI LATIN
- 2011: "Adiós al cantor" - EMI MUSIC
- 2012: "Serie de Oro" - EMI LATIN
- 2013: "Tributo - Sus 20 mejores canciones" - GLD DISTRIBUIDORA S.A.
- 2015: "20 Grandes Éxitos" - LEADER MUSIC

## Filmografía
- Mire que es lindo mi país (1981)